# الازرك (الربع)
الازرك هو دُوَّار يقع بجماعة العامرية، إقليم قلعة السراغنة، جهة مراكش آسفي في المملكة المغربية. ينتمي الدوّار لمشيخة الربع التي تضم 5 دواوير. يقدر عدد سكانه بـ 1099 نسمة حسب الإحصاء الرسمي للسكان والسكنى لسنة 2004.

## روابط خارجية
- البوابة الوطنية للجماعات الترابية
- المندوبية السامية للتخطيط